# Coding Scheme
In der paketvermittelten Erweiterung des GSM-Netzes – GPRS – kommen vier verschiedene Coding Schemes (kurz CS, vom Englischen für „Kodierungsschema“) zum Einsatz:
- CS-1 bietet eine Netto-Datenrate von 8,0 kBit / s, was in etwa dem Datendurchsatz eines Standard GSM-Zeitschlitzes von 9,8 kBit / s entspricht.
- CS-2 überträgt 12,0 kBit / s, also geringfügig weniger als ein Zeitschlitz im High-Speed-GSM
- CS-3 (14,4 kBit / s) bietet eine geringfügig höhere Datenrate.
- CS-4 (20,0 kBit / s) bietet die größte Übertragungskapazität, verfügt aber über keine Datensicherung und kann daher selbst bei optimalen Bedingungen auf der Luftschnittstelle kaum eingesetzt werden.

Bei den angegebenen Übertragungsraten handelt es sich um die Datenübertragungsrate pro Zeitschlitz (GPRS-Kanalbündelung).
Abhängig von der Übertragungsqualität wird dynamisch zwischen den Coding-Schemes umgeschaltet.